# تاکومی کوسوموتو
تاکومی کوسوموتو (انگلیسی: Takumi Kusumoto؛ زادهٔ ۱۰ دسامبر ۱۹۹۵) بازیکن فوتبال است.